# Kunnala, Gubbi
Kunnala là một làng thuộc tehsil Gubbi, huyện Tumkur, bang Karnataka, Ấn Độ.